# Cesc Gelabert

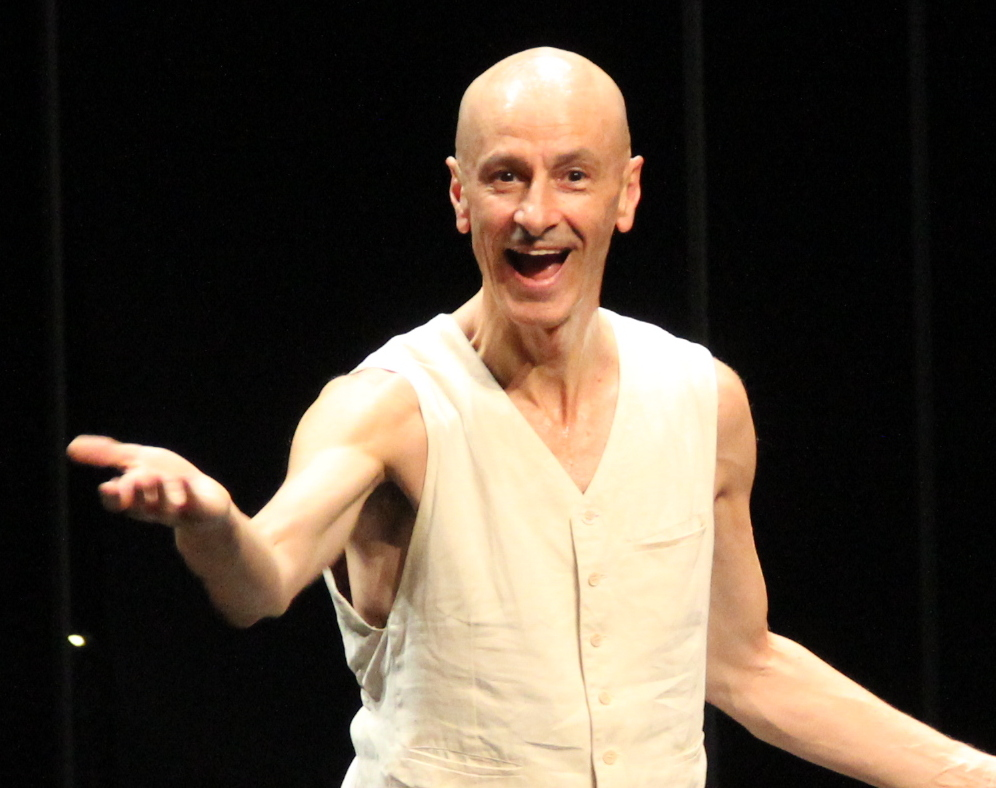
Cesc Gelabert

Cesc Gelabert, eigentlich Francisco Gelabert Usle, (* 1953 in Barcelona) ist ein Choreograf und Tänzer des modernen Tanzes in Spanien.
Nach seinem Studium der Tanz und Architektur folgte von 1978 bis 1980 Aufenthalt in New York. Seit 1980 pflegt er eine intensive Zusammenarbeit mit der britischen Tänzerin und Choreographin Lydia Azzopardi in Barcelona. 1986 gründete er gemeinsam mit ihr seine eigene Tanz-Companie. Mit Deutschland verbindet ihn die Zusammenarbeit mit der Berliner Akademie der Künste.